# 1982-es fedett pályás atlétikai Európa-bajnokság
Az 1982-es fedett pályás atlétikai Európa-bajnokságot Milánóban, Olaszországban rendezték március 6. és március 7. között. Ez volt a 13. fedett pályás Eb. A férfiaknál 13, a nőknél 10 versenyszám volt. Először rendeztek a nőknek 3000 méteres síkfutást. Bekerült a programba a férfi és női 200 méteres síkfutás is.
Hármasugrásban Bakosi Béla győzött, 200 méteren Nagy István, 400 méteren Újhelyi Sándor ezüstérmes lett, női magasugrásban Sterk Katalin országos csúccsal bronzérmet szerzett.

## A magyar sportolók eredményei
Magyarország az Európa-bajnokságon 15 sportolóval képviseltette magát.
Érmesek
| Érem  | Versenyző      | Versenyszám | Dátum      |
| ----- | -------------- | ----------- | ---------- |
| Arany | Bakosi Béla    | Hármasugrás | március 6  |
| Ezüst | Újhelyi Sándor | 400 m       | március 7. |
| Ezüst | Nagy István    | 200 m       | március 7. |
| Bronz | Sterk Katalin  | Magasugrás  | március 7. |

## Éremtáblázat
(A táblázatban Magyarország és a rendező nemzet eltérő háttérszínnel kiemelve.)
| Helyezés | Nemzet         | Arany | Ezüst | Bronz | Összesen |
| 1.       | NSZK           | 5     | 3     | 3     | 11       |
| 2.       | NDK            | 4     | 4     | 1     | 9        |
| 3.       | Szovjetunió    | 3     | 3     | 3     | 9        |
| 4.       | Olaszország    | 3     | 2     | 2     | 7        |
| 5.       | Spanyolország  | 2     | 1     | 2     | 5        |
| 6.       | Bulgária       | 1     | 3     | 1     | 5        |
| 7.       | Magyarország   | 1     | 2     | 1     | 4        |
| 8.       | Csehszlovákia  | 1     | 2     | 0     | 3        |
| 9.       | Lengyelország  | 1     | 1     | 2     | 4        |
| 10.      | Románia        | 1     | 1     | 1     | 3        |
| 11.      | Jugoszlávia    | 1     | 0     | 1     | 2        |
| 12.      | Svájc          | 0     | 1     | 1     | 2        |
| 13.      | Nagy-Britannia | 0     | 0     | 2     | 2        |
| 14       | Ausztria       | 0     | 0     | 1     | 1        |
| 14       | Finnország     | 0     | 0     | 1     | 1        |
| 14       | Franciaország  | 0     | 0     | 1     | 1        |

## Érmesek
- WR – világrekord
- CR – Európa-bajnoki rekord
- AR – kontinens rekord
- NR – országos rekord
- PB – egyéni rekord
- WL – az adott évben aktuálisan a világ legjobb eredménye
- SB – az adott évben aktuálisan az egyéni legjobb eredmény

### Férfi
| Versenyszám      | Arany                              | Arany    | Ezüst                               | Ezüst    | Bronz                                 | Bronz    |
| ---------------- | ---------------------------------- | -------- | ----------------------------------- | -------- | ------------------------------------- | -------- |
| 60 m             | Marian Woronin · Lengyelország     | 6,61     | Valentin Atanaszov · Bulgária       | 6,62     | Bernard Petitbois · Franciaország     | 6,66     |
| 200 m            | Erwin Skamrahl · NSZK              | 21,20 CR | Nagy István · Magyarország          | 21,41    | Michele Di Pace · Olaszország         | 21,52    |
| 400 m            | Pavel Konovalov · Szovjetunió      | 47,04    | Újhelyi Sándor · Magyarország       | 47,14    | Benjamín González · Spanyolország     | 47,41    |
| 800 m            | Antonio Páez · Spanyolország       | 1:48,02  | Klaus-Peter Nabein · NSZK           | 1:48,31  | Colomán Trabado · Spanyolország       | 1:48,35  |
| 1500 m           | José Luis González · Spanyolország | 3:38,70  | José Manuel Abascal · Spanyolország | 3:38,91  | Antti Loikkanen · Finnország          | 3:39,62  |
| 3000 m           | Patriz Ilg · NSZK                  | 7:53,50  | Alberto Cova · Olaszország          | 7:54,12  | Valerij Abramov · Szovjetunió         | 7:54,46  |
| 60 m gát         | Alekszandr Pucskov · Szovjetunió   | 7,73     | Plamen Krasztev · Bulgária          | 7,74     | Karl-Werner Dönges · NSZK             | 7,80     |
| 5000 m gyaloglás | Maurizio Damilano · Olaszország    | 19:19,93 | Carlo Mattioli · Olaszország        | 20:06,91 | Martin Toporek · Ausztria             | 20:19,47 |
| Magasugrás       | Dietmar Mögenburg · NSZK           | 2,34     | Janusz Trzepizur · Lengyelország    | 2,32     | Roland Dalhäuser · Svájc              | 2,32     |
| Rúdugrás         | Viktor Szpaszov · Szovjetunió      | 5.70 =CR | Konsztantyin Volkov · Szovjetunió   | 5.65     | Władysław Kozakiewicz · Lengyelország | 5.60     |
| Távolugrás       | Henry Lauterbach · NDK             | 7.86     | Rolf Bernhard · Svájc               | 7.83     | Giovanni Evangelisti · Olaszország    | 7.83     |
| Hármasugrás      | Bakosi Béla · Magyarország         | 17.13    | Gennagyij Valjukevics · Szovjetunió | 16.87    | Nyikolaj Muszijenko · Szovjetunió     | 16.82    |
| Súlylökés        | Vladimir Milić · Jugoszlávia       | 20.45    | Remigius Machura · Csehszlovákia    | 20.07    | Jovan Lazarević · Jugoszlávia         | 19.65    |

### Női
| Versenyszám | Arany                                 | Arany      | Ezüst                              | Ezüst   | Bronz                              | Bronz   |
| ----------- | ------------------------------------- | ---------- | ---------------------------------- | ------- | ---------------------------------- | ------- |
| 60 m        | Marlies Göhr · NDK                    | 7,11 =CR   | Szofka Popova · Bulgária           | 7,19    | Wendy Hoyte · Nagy-Britannia       | 7,27    |
| 200 m       | Gesine Walther · NDK                  | 22,80 CR   | Jelena Kelcsevszkaja · Szovjetunió | 23,35   | Heidi-Elke Gaugel · NSZK           | 23,39   |
| 400 m       | Jarmila Kratochvílová · Csehszlovákia | 49,59 WR   | Dagmar Rübsam · NDK                | 51,18   | Gaby Bußmann · NSZK                | 51,57   |
| 800 m       | Doina Melinte · Románia               | 2:00,39 CR | Martina Steuk · NDK                | 2:01,07 | Jolanta Januchta · Lengyelország   | 2:01,24 |
| 1500 m      | Gabriella Dorio · Olaszország         | 4:04,01    | Brigitte Kraus · NSZK              | 4:04,22 | Beate Liebich · NDK                | 4:06,70 |
| 3000 m      | Agnese Possamai · Olaszország         | 8:53,77 CR | Maricica Puică · Románia           | 8:54,26 | Paula Fudge · Nagy-Britannia       | 8:56,96 |
| 60 m gát    | Kerstin Knabe · NDK                   | 7,98       | Bettine Gärtz · NDK                | 8,00    | Jordanka Donkova · Bulgária        | 8,09    |
| Magasugrás  | Ulrike Meyfarth · NSZK                | 1,99 CR    | Andrea Bienias · NDK               | 1,99    | Sterk Katalin · Magyarország       | 1,99 NR |
| Távolugrás  | Sabine Everts · NSZK                  | 6,70       | Karin Hänel · NSZK                 | 6,54    | Valy Ionescu · Románia             | 6,52    |
| Súlylökés   | Verzsinia Veszelinova · Bulgária      | 20,19      | Helena Fibingerová · Csehszlovákia | 19,24   | Natalja Liszovszkaja · Szovjetunió | 18,50   |